# Kalam
ʿIlm al-kalām (arap. عِلْم الكَلام, što znači „nauka o diskursu“), obično skraćeno na kalam i ponekad nazvano „islamska skolastička teologija“ ili „spekulativna teologija“, uopšteno govoreći, je filozofsko proučavanje islamske doktrine ('aqa'id). Takođe se može definisati kao nauka koja proučava osnovne doktrine islamske vere (usul al-Din), dokazuje njihovu validnost i odbacuje sve sumnje u vezi sa njima.
Kalam je nastao iz potrebe da se uspostave i odbrane principi islamske vere od filozofskih osporivača. Međutim, ova slika se sve više dovodi u pitanje od strane naučnika koji pokušavaju da pokažu da je kalam zapravo bio demonstrativna, a ne dijalektička nauka i da je uvek bio intelektualno kreativan. Takođe je važno napomenuti da se definicija Kalama menjala u zavisnosti od vremena i konteksta i ko ga je koristio.

## Literatura
- Bulğen, Mehmet (децембар 2019). „al-Māturīdī and Atomism (İmam Mâtüridî ve Atomculuk)” (PDF). ULUM: Journal of Religious Inquiries. Ankara: ULUM İslami İlimler Eğitim ve Araştırma Merkezi. 2 (2): 223—264. doi:10.5281/zenodo.3601654. eISSN 2645-9132. Архивирано из оригинала 27. 11. 2020. г. Приступљено 19. 1. 2022.
- Caspar, Robert (1998). A Historical Introduction to Islamic Theology: Muḥammad and the Classical Period. Studi arabo-islamici del PISAI. 11. Rome: Pontifical Institute of Arab and Islamic Studies. ISBN 9788885907102. OCLC 42577199.
- Halverson, Jeffry R. (2010). „The Doctrines of Sunni Theology”. Theology and Creed in Sunni Islam: The Muslim Brotherhood, Ash'arism, and Political Sunnism. New York: Palgrave Macmillan. стр. 12—31. ISBN 978-0-230-10658-1. doi:10.1057/9780230106581_2.
- Kars, Aydogan (2019). Unsaying God: Negative Theology in Medieval Islam. Oxford and New York: Oxford University Press. ISBN 9780190942458. LCCN 2018048099. OCLC 1147875085. doi:10.1093/oso/9780190942458.001.0001.
- Madelung, Wilferd; Schmidtke, Sabine, ур. (2016). „Al-Ṣāḥib Ibn ʿAbbād, Promoter of Rational Theology: Two Muʿtazilī kalām texts from the Cairo Geniza”. Al-Ṣāḥib Ibn ʿAbbād Promoter of Rational Theology. Islamic History and Civilization. 132. Leiden and Boston: Brill Publishers. стр. i—102. ISBN 978-90-04-32373-5. ISSN 0929-2403. OCLC 952470870. doi:10.1163/9789004323735_001.
- el-Omari, Racha (2016). The Theology of Abū l-Qāsim al-Balkhī/al-Kaʿbī (d. 319/931). Islamic Philosophy, Theology and Science: Texts and Studies. 99. Leiden and Boston: Brill Publishers. ISBN 978-90-04-25968-3. ISSN 0169-8729. LCCN 2014034960. OCLC 1041077026. doi:10.1163/9789004259683_001.
- Renard, John, ур. (2014). Islamic Theological Themes: A Primary Source Reader. Berkeley and Oakland: University of California Press. ISBN 9780520281899. JSTOR 10.1525/j.ctt6wqbpp. LCCN 2014005897.
- Rudolph, Ulrich (2015). Al-Māturīdī and the Development of Sunnī Theology in Samarqand. Islamic History and Civilization. 100. Превод: Adem, Rodrigo. Leiden and Boston: Brill Publishers. ISBN 978-90-04-26184-6. ISSN 0929-2403. LCCN 2014034960. OCLC 900892852. doi:10.1163/9789004261846_001.
- Sabra, A. I. (јануар 2009). „The Simple Ontology of Kalām Atomism: An Outline”. Early Science and Medicine. Leiden and Boston: Brill Publishers. 14 (1-3: Evidence and Interpretation: Studies on Early Science and Medicine in Honor of John E. Murdoch): 68—78. ISSN 1573-3823. JSTOR 20617778. PMID 19831225. doi:10.1163/157338209X425506.
- al-Salimi, Abdulrahman, ур. (2021). Early Ibadi Theology: New Material on Rational Thought in Islam from the Pen of al-Fazārī (2nd/8th Century). Islamic History and Civilization. 182. Leiden and Boston: Brill Publishers. ISBN 978-90-04-45957-1. ISSN 0929-2403. OCLC 1256592318. S2CID 243595906. doi:10.1163/9789004459571.
- Thiele, Jan (децембар 2018). „Recent Scholarship in the Field of kalām”. Studia Islamica. Leiden and Boston: Brill Publishers. 113 (2): 223—243. ISSN 1958-5705. S2CID 159335485. doi:10.1163/19585705-12341378. hdl:10261/173270.
- Brown, Daniel W. (1996). Rethinking tradition in modern Islamic thought. Cambridge University Press. ISBN 0521570778. Приступљено 10. 5. 2018.
- Eissa, Mohamed. The Jurist and the Theologian: Speculative Theology in Shāfiʿī Legal Theory. . Piscataway, NJ: Gorgias Press. 2017. ISBN 978-1-4632-0618-5. Недостаје или је празан параметар |title= (помоћ)
- Wolfson, Harry Austryn, The Philosophy of the Kalam, Harvard University Press, 1976, 779 pages.  978-0-674-66580-4, Google Books, text at archive.org

## Spoljašnje veze
- Kalam and Islam by Sheikh Nuh Keller
- Kalam and Islam, Living Islam
- Islamic Kalām: Rational Expressions of Medieval Theological Thought, Encyclopedia of Mediterranean Humanism